# ژان-بنژمن دلا برد
ژان-بِنژَمَن دُلا بُرد (به فرانسوی: Jean-Benjamin de La Borde) ‏(۵ سپتامبر ۱۷۳۴ – ۲۲ ژوئیه ۱۷۹۴) آهنگساز، موسیقی‌دان و طراح رقص فرانسوی که در مورد موسیقی مطلب نیز می‌نوشت. او که در یک خانواده اشرافی متولد شد، نوازندگی ویولن را از آنتوان دورن، و آهنگسازی را از ژان فیلیپ رامو فرا گرفت. از ۱۷۶۲ تا ۱۷۷۴ او در دربار لوئی پانزدهم خدمت کرد اما با مرگ پادشاه شغلش را از دست داد. او اپراهای زیادی نوشت که بیشترشان کمدی بودند. همچنین او کتابی به نام انشایی در مورد موسیقی قدیم و نوین نوشت که در سال ۱۷۸۹ به چاپ رسید. لا برد در سال ۱۷۹۴ در طول انقلاب فرانسه گردن زده‌شد.

## واژه‌نامه
1. ↑  Essai sur la musique ancienne et moderne